# Koler
Koler är en by i Piteå socken i Piteå kommun, cirka 20 km norr om Långträsk.

## Historia
Namnet Koler härstammar från samiskan.
Rälsen för stambanan genom övre Norrland lades både söderifrån och norrifrån och de båda rälsläggarlagen möttes 6 december 1893 i Koler. Platsen är markerad med en minnessten, som är belägen 1,5 km söder om orten och som skyltas från vägen. Koler stationssamhälle etablerades i samband med att järnvägen.
Befolkningen i Kolertrakten kunde tack vare järnvägens tillkomst transportera sina  produkter, framförallt träkol och tjära. Under 1940-talet var Koler en av de större stationerna i trakten och under denna period blomstrade stationssamhället.
Vid småortsavgränsningen 1995 var andelen fritidshus högre än 50 % i småorten.
Fram till och med 2000 klassades den som en småort.

### Befolkningsutveckling
| Befolkningsutvecklingen i Koler 1960–2010                        | Befolkningsutvecklingen i Koler 1960–2010 | Befolkningsutvecklingen i Koler 1960–2010 | Befolkningsutvecklingen i Koler 1960–2010 | Befolkningsutvecklingen i Koler 1960–2010 |
| ---------------------------------------------------------------- | ----------------------------------------- | ----------------------------------------- | ----------------------------------------- | ----------------------------------------- |
|                                                                  |                                           |                                           |                                           |                                           |
| År                                                               |                                           |                                           | Folkmängd                                 | Areal (ha)                                |
| 1960                                                             | 1960                                      |                                           | 158                                       | ¤                                         |
| 1990                                                             | 1990                                      |                                           | 203                                       | 17#                                       |
| 1995                                                             | 1995                                      |                                           | 63                                        | 27#                                       |
| 2000                                                             | 2000                                      |                                           | 55                                        | 27#                                       |
| Anm.: ¤ Som tätortsbebyggelse med 150-199 invånare # Som småort. |                                           |                                           |                                           |                                           |